# Exocelina novaecaledoniae
Exocelina novaecaledoniae är en skalbaggsart som först beskrevs av J. Balfour-browne 1939.  Exocelina novaecaledoniae ingår i släktet Exocelina och familjen dykare. Inga underarter finns listade i Catalogue of Life.